# 恰普林卡區

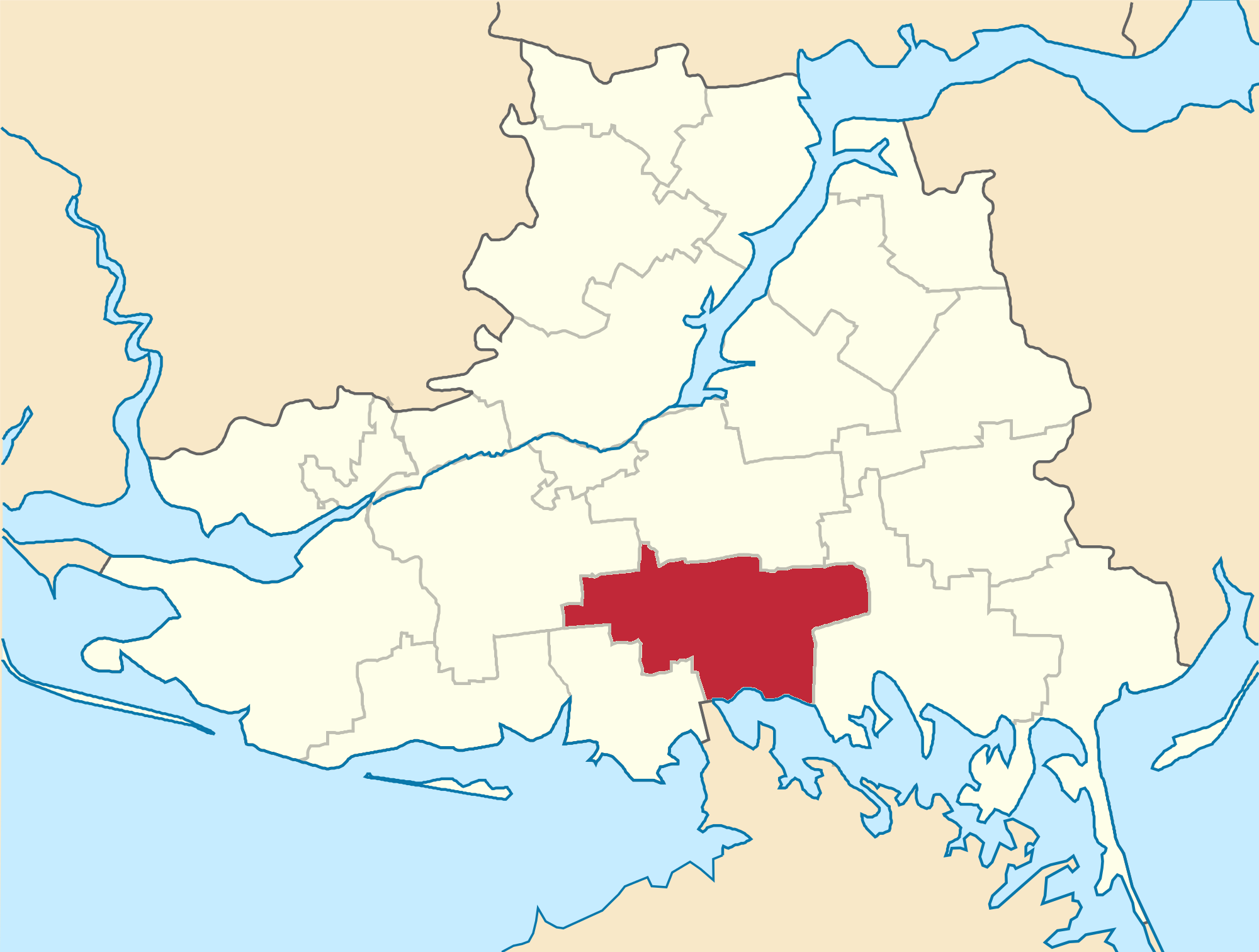
撤销前恰普林卡區在赫爾松州的位置

恰普林卡區（烏克蘭語：Чаплинський район），曾是烏克蘭赫爾松州的一個區，位於該國南部，行政中心設於恰普林卡，面積1,700平方公里，2013年人口35,781，人口密度每平方公里21.05人。
该区在2020年7月18日的乌克兰行政区划改革中被撤销，改革后赫尔松州下分为5个区。恰普林卡區的范围并入卡霍夫卡區。